# Panihida
Panihida (с англ. — «Панихида») — второй студийный альбом польской блэк-метал-группы Батюшка, записанный Кшиштофом Драбиковским после раскола группы и выпущенный 26 мая 2019 года на лейбле Кшиштофа — Sphieratz.

## Отзывы критиков
| Оценки критиков | Оценки критиков |
| Источник        | Оценка          |
| --------------- | --------------- |
| Metal.de        | [ 1 ]           |

Андре Габриэль из Metal.de пишет: «Обложка очень похожа на обложку „Литургии“, да и в остальном иногда трудно решить, где подражание, а где смысловое совпадение. „Панихида“ начинается многообещающе, потому что знакомое очарование присутствует в ней сразу же. Тот факт, что по ходу альбома она становится слишком близка к вам, портит удачное начало. Убедительны прежде всего тягучие тремоло-риффы — также характерная черта альбома».

## Список композиций
| №                   | Название            | Длительность |
| ------------------- | ------------------- | ------------ |
| 1.                  | «Песнь 1»           | 4:09         |
| 2.                  | «Песнь 2»           | 7:36         |
| 3.                  | «Песнь 3»           | 4:39         |
| 4.                  | «Песнь 4»           | 4:42         |
| 5.                  | «Песнь 5»           | 5:34         |
| 6.                  | «Песнь 6»           | 5:17         |
| 7.                  | «Песнь 7»           | 3:54         |
| 8.                  | «Песнь 8»           | 6:20         |
| Общая длительность: | Общая длительность: | 42:11        |

## Участники записи
- Кшиштоф Драбиковски — вокал, все инструменты, запись, сведение
- Чёрный монах (Patryk G.) — вокал (хор)
- Лех — вокал (хор)